# Município de German (condado de Fulton, Ohio)
Localização do Ohio nos E.U.A.
O município de German (em inglês: German Township) é um município localizado no condado de Fulton no estado estadounidense de Ohio. No ano de 2010 tinha uma população de 6443 habitantes e uma densidade populacional de 48,93 pessoas por km².

## Geografia
O município de German encontra-se localizado nas coordenadas 41° 32′ 24″ N, 84° 18′ 01″ O. Segundo a Departamento do Censo dos Estados Unidos, o município tem uma superfície total de 131.67 km², da qual 130,7 km² correspondem a terra firme e (0,74 %) 0,97 km² é água.

## Demografia
Segundo o censo de 2010, tinha 6443 pessoas residindo no município de German. A densidade populacional era de 48,93 hab./km².